# 全闽大学堂
全闽大学堂是于光绪二十八年（1902年）在福建省成立的第一所官立新型学校。该学堂的成立是晚清政府“废科举、改书院、办学堂，推行新学”以图挽救危机的举措之一。

## 历史
光绪二十八年壬寅三月辛酉（1902年4月9日），光绪皇帝谕旨批准设立福建省第一所官立新型学校“全闽大学堂”，堂政直属总督府管辖。1902年3月24日举行开学典礼，5月8日正式上课。
1904年1月学部颁发《学务纲要》规定：“泛称大学堂需三科，全国符合条件的仅有京师大学堂、北洋大学堂和山西大学堂，其他各省大学堂均改设高等学堂，高等学堂作为大学预备科”。全闽大学堂遂改名“福建高等学堂”。从而结束了“大学堂”历史。